# Strangalia hamatipes
Strangalia hamatipes är en skalbaggsart som beskrevs av Giesbert 1986. Strangalia hamatipes ingår i släktet Strangalia och familjen långhorningar. Inga underarter finns listade i Catalogue of Life.